# Suburbikální diecéze Palestrina
Diecéze palestrinská (latinsky Dioecesis Praenestina) je římskokatolická suburbikální diecéze v Itálii, která je součástí Církevní oblasti Lazio. Katedrálou je kostel sv. Agapita v Palestrině. Tradičně byla sídlem jednoho z kardinálů-biskupů; dnes je jeho titulární diecézí a má svého vlastního sídelního biskupa, od roku 2019 je in persona episcopi sjednocena s diecézí Tivoli. Jejím titulárním kardinálem je José Saraiva Martins, sídelním biskupem Mauro Parmeggiani.